# Limnophila (Lasiomastix) macrocera macrocera
Limnophila (Lasiomastix) macrocera macrocera is een ondersoort van de tweevleugelige Limnophila (Lasiomastix) macrocera uit de familie steltmuggen (Limoniidae). De ondersoort komt voor in het Nearctisch gebied.